# Hydraena costiniceps
Hydraena costiniceps är en skalbaggsart som beskrevs av Perkins 1980. Hydraena costiniceps ingår i släktet Hydraena och familjen vattenbrynsbaggar. Inga underarter finns listade i Catalogue of Life.